# Riđage
Riđage es un pueblo ubicado en el municipio de Čačak, en el distrito de Moravica, Serbia.

## Superficie
Posee una superficie de 3,303 kilómetros cuadrados.

## Demografía
Según el censo de 2022 la población era de 152 habitantes, con una densidad de población de 46,02 habitantes por kilómetro cuadrado. La población total de hombres y mujeres era de 76 para ambos géneros. Por edades, los grupos se conformaban de la siguiente manera: 14 los menores de edad y adolescentes (0-17 años), 78 al grupo de adultos (18-64 años) y 60 las personas de la tercera edad (mayores de 65 años).